# Keio Flying Squadron
Cet article concerne la série de jeux vidéo. Pour le jeu vidéo, voir Keio Flying Squadron (jeu vidéo).
Keio Flying Squadron (慶応遊撃隊, Keiō Yūgekitai) est une série de jeux vidéo issue de la franchise du même nom, créée et éditée par Victor Entertainment.

## Liste de jeux
- 1993 - Keio Flying Squadron (Mega-CD)
- 1996 - Keio Flying Squadron 2 (Sega Saturn)
- 1998 - Rami-chan no Ōedo Sugoroku: Keiō Yūgekitai Gaiden (PlayStation)